# Wildberg (Zimbagruppe)
Wildberg är en bergstopp i Österrike.   Den ligger i distriktet Bludenz och förbundslandet Vorarlberg, i den västra delen av landet, 500 km väster om huvudstaden Wien. Toppen på Wildberg är 2 372 meter över havet, eller 171 meter över den omgivande terrängen. Bredden vid basen är 0,38 km.
Terrängen runt Wildberg är huvudsakligen bergig, men åt sydost är den kuperad. Närmaste större samhälle är Feldkirch, 19,8 km nordväst om Wildberg. 
Trakten runt Wildberg består i huvudsak av gräsmarker. Runt Wildberg är det ganska glesbefolkat, med 47 invånare per kvadratkilometer.